# Z doliny Grajcarka
"Z doliny Grajcarka" ("ZdG"), pismo jest wydawane przez MOKiS regularnie od 1991 roku. Miesięcznik, kładzie nacisk na tematy kulturalne, historyczne, etnograficzne, opisuje dorobek współczesnych i minionych pokoleń szczawniczan, udostępnia łamy młodzieży ze szkół średnich i podstawowych, jest czynnikiem integrującym społeczność lokalną i pełni funkcję żywego archiwum miasta. W maju 2009 ukazał się 200 numer "Z doliny Grajcarka".